# 옐마디 자브라일로프
옐마디 자이나이디예비치 자브라일로프(러시아어: Эльма́ди Зайнайди́евич Жабраи́лов, 1965년 9월 6일~)는 소련과 카자흐스탄, 러시아의 레슬링 선수, 정치인이다. 
1992년 하계 올림픽 남자 미들급에서 은메달을 획득했고 세계 선수권 대회에서 금메달 1개, 은메달 1개, 유럽 선수권 대회에서 금메달 1개, 은메달 1개, 동메달 1개, 아시안 게임에서 은메달 1개, 아시아 선수권 대회에서 금메달 1개를 획득했다.
현역 은퇴 후 러시아 다게스탄 공화국 의원과 다게스탄 공화국 공공기관인 "민멜리오봇호스"의 책임자로 일했다.